# Rhein-Herne-Kanalschiff
Das Rhein-Herne-Kanalschiff wurde ursprünglich für die Dimensionen der Schleusen des Rhein-Herne-Kanals entwickelt, vor dessen Ausbau für Großmotorschiffe. Nach dem Zweiten Weltkrieg wurde nach dem Rhein-Herne-Kanalschiff das Johann-Welker-Schiff und in den 1960er Jahren das Europaschiff konzipiert. Nach der Einteilung der Europäischen Verkehrsministerkonferenz (ECMT) von 1992 hat das Rhein-Herne-Kanalschiff folgende Maße:
| Maße des Schiffstyps „Rhein-Herne-Kanalschiff“ | Maße des Schiffstyps „Rhein-Herne-Kanalschiff“ | Maße des Schiffstyps „Rhein-Herne-Kanalschiff“ |
| ---------------------------------------------- | ---------------------------------------------- | ---------------------------------------------- |
|                                                | von                                            | bis                                            |
| Länge (in Meter)                               | 80                                             | 85                                             |
| Breite (in Meter)                              | 9,5                                            | 9,5                                            |
| Tragfähigkeit (in Tonnen)                      | 1000                                           | 1500                                           |